# Gåstjärnarna (Åre socken, Jämtland, 705808-133648)
Gåstjärnarna är en sjö i Åre kommun i Jämtland och ingår i Indalsälvens huvudavrinningsområde. Sjön har en area på 0,075 kvadratkilometer och ligger 661 meter över havet. Sjön avvattnas av vattendraget Anjeströmmen (Vukumanån).

## Delavrinningsområde
Gåstjärnarna ingår i det delavrinningsområde (705770-133638) som SMHI kallar för Ovan 705898-133687. Medelhöjden är 663 meter över havet och ytan är 1,18 kvadratkilometer. Det finns ett avrinningsområde uppströms, och räknas det in blir den ackumulerade arean 3,23 kvadratkilometer. Anjeströmmen (Vukumanån) som avvattnar avrinningsområdet har biflödesordning 2, vilket innebär att vattnet flödar genom totalt 2 vattendrag innan det når havet efter 389 kilometer. Avrinningsområdet består mestadels av skog (27 procent), sankmarker (14 procent) och kalfjäll (53 procent). Avrinningsområdet har 0,07 kvadratkilometer vattenytor vilket ger det en sjöprocent på 6,1 procent.